# Macross, le film
Macross, le film (Chō Jikū Yōsai Makurosu: Ai Oboete Imasu ka, 超時空要塞マクロス　愛・おぼえていますか, titre anglophone : The Super Dimension Fortress Macross: Do You Remember Love?) est un film d'animation japonaise de 1984 basé sur la série télévisée Macross.
Le film est une adaptation cinématographique de la série originale Macross. Bien que le film reprend beaucoup d'éléments de la série, il ne s'inscrit pas dans la chronologie de Macross. Les deux histoires ne sont pas entièrement compatibles entre elles. Une des différences les plus importantes est la division des Zentradi en deux camps opposés : les Zentradi, seulement de sexe masculin, et les Meltrandi, uniquement de sexe féminin. Suivant la tradition de l’univers de Macross, le film met en scène des transformations de robots mecha, de la j-pop et un triangle amoureux. Le film tire son nom de sa bande originale romantique et de la chanson chantée par le personnage Lynn Minmay (interprétée par Mari Iijima) lors de la séquence de combat la plus spectaculaire.
Dans Macross Frontier, une série ultérieure de l'univers Macross, dans les premiers épisodes ils utilisent des scènes clés réanimées de Macross, le film et de The Super Dimension Fortress Macross: Flash Back 2012 pour donner aux spectateurs des aperçus d'événements passés.
Ce film ne doit pas être confondu avec celui, fictif, évoqué au sein même de l'univers Macross et qui porte un nom proche (Do You Remember Love ?). En effet, dans la série Macross 7, un film est réalisé en 2031 pour commémorer la première guerre avec les Zentradi.

## Synopsis
La forteresse SDF-1 revient vers la Terre, poursuivie par des guerriers géants. Au cours d'une attaque, un jeune pilote, Hikaru Ichijô, sauve la célèbre chanteuse Lynn Minmay. Ils se lient d'amitié. Hikaru l'emmène au cours d'un vol d'entraînement mais ils se font capturer...

## Fiche technique
- Titre original : 【超時空要塞マクロス　愛・おぼえていますか】 Chôjikû yôsai Macross: Ai Oboete imasu ka (littéralement en anglais : Super Dimension Fortress Macross: Do You Remember Love?, ou en abrégé DYRL)
- Titre français : Macross, le film
- Réalisation : Noboru Ishiguro et Shôji Kawamori
- Scénario : Shôji Kawamori et Sukehiro Tomita
- Musique : Kentarō Haneda
- Film japonais
- Date de sortie : 1984
- Genre : science-fiction mecha
- Format : 35 mm, (anime couleurs)
- Budget : 400 millions ¥
- Box Office Japon (1ère sortie) : 700 millions ¥

## Distribution

### Voix originales
- Hikaru Ichijô : voix de Arihiro Hase
- Lynn Minmay : voix de Mari Iijima
- Misa Hayase : voix de Mika Doi
- Maximillian Jenius : voix de Shô Hayami
- Exedol 4970 : voix de Ryûnosuke Ôbayashi
- Milia 639 : voix de Eri Takeda

### Voix françaises
- Hikaru Ichijô : Mark Lesser
- Lynn Minmay : Laurence Sacquet
- Misa Hayase : Corinne Richardon
- Roy Fokker : Antoine Tomé
- Maximillian Jenius : Loïc Baugin
- Britai : Christian Pélissier
- Exedol 4970 : Yves-Fabrice Lebeau
- Milia 639 : Gigi Lesser

## Diffusion et distribution en France
Le film a été projeté en salle, en VOST, dans le cadre du festival "Cinémanga" en juillet 1995, organisé par Kazé.
Une VHS du film, doublé en français, a été distribuée en 1995 en France par AB productions, d'abord sous le label "Manga Power vidéo", puis "Shuriken vidéo".

## Production
Shoji Kawamori, Kazutaka Miyatake et Haruhiko Mikimoto ont travaillé sur le design des mecha et des personnages du film. Narumi Kakinouchi, l'une des créatrices de Vampire Princess Miyu, était assistante directrice de l'animation pour ce film.

### Musique
La bande originale du film a été composée par Kentaro Haneda, avec de nouvelles pistes orchestrales et quelques musiques de la série télévisée originale. Le thème musical "Ai Oboete Imasu ka" ("Do You Remember Love") a été composée par Kazuhiko Katō et interprétée par Mari Iijima. Le thème de fin "Tenshi no Enogu" ("An Angel's Paints") a également été composé et interprété par Mari Iijima.

### Budget
Le film a été produit avec un budget de 400 millions de yens, équivalent alors à 1'684'000 de dollars (4'900'000 dollars en 2022). Il s'agit du deuxième film d'animation le plus cher réalisé jusqu'alors, après Le Château de Cagliostro (1979) de Hayao Miyazaki .

## Sortie
Le film est sorti dans les salles japonaises le 7 juillet 1984. Il a fait l'objet d'une vaste campagne de marketing qui a provoqué de très longues files d'attente de fans; dont beaucoup d'entre eux ont campé devant les cinémas la nuit avant la sortie du film. Lors de l'édition 1984 de l'Anime Grand Prix, le film a été classé deuxième, derrière Nausicaä de la Vallée du Vent. La bande originale du film a également été classée première.